# Wiedersehen (Better Call Saul)
"Wiedersehen" (pronunciado /ˈviːdɐˌzeːən/; nombre en alemán para "reencuentro") es el noveno y penúltimo episodio de la cuarta temporada de la serie de televisión de AMC Better Call Saul, serie derivada de Breaking Bad. El episodio se emitió el 1 de octubre de 2018 en AMC en los Estados Unidos. Fuera de los Estados Unidos, el episodio se estrenó en el servicio de transmisión Netflix en varios países.

## Trama
Jimmy y Kim trabajan en una estafa exitosa para reemplazar los planes de construcción aprobados para una sucursal de Mesa Verde en Lubbock, Texas, con planes para un edificio más grande. De camino a casa, Jimmy sugiere usar sus habilidades para hacer más estafas, pero Kim aconseja precaución. Jimmy tiene su audiencia para reincorporarse al ejercicio del derecho, pero tras ella descubre por la secretaria del comité que han negado su reincorporación. Cuando Jimmy se enfrenta al presidente de la comisión, le dice a Jimmy que algunas de sus respuestas no fueron sinceras y que puede volver a presentar una solicitud en un año.
Cuando Jimmy le cuenta de la audiencia a Kim, ella le señala que nunca mencionó a Chuck; dado que su disputa era por qué Jimmy fue suspendido, los miembros del panel consideraron que sus respuestas no eran sinceras. Jimmy se queja de que Kim solo "vive en los barrios marginales" con él cuando quiere algo, pero Kim señala con enojo que ha sido su mayor defensora desde que se conocieron. Esa noche, Jimmy regresa al departamento de Kim y sin decir palabra comienza a empacar sus pertenencias. Kim le pregunta si todavía quiere ser abogado. Él dice que sí y Kim dice que ella ayudará.
Lalo y Nacho visitan a Héctor Salamanca, que se encuentra en una residencia de ancianos. Lalo le recuerda a Héctor la vez que incendió un hotel en México y mató al dueño, quien lo había tratado irrespetuosamente. Él revela que guardó un recuerdo: el timbre del conserje de la recepción. Ata la campana a la silla de ruedas de Héctor, lo que le permite a Héctor comunicarse de manera más efectiva. Lalo lleva a Nacho a Los Pollos Hermanos para que pueda conocer a Gus Fring en persona, luego le pide a Nacho que lo lleve a la granja de pollos de Gus para que pueda ver dónde reciben las drogas los Salamanca después de que los camiones de Gus los traen al otro lado de la frontera.
El equipo de Werner Ziegler explota la roca que impide la construcción del ascensor del laboratorio de metanfetamina y luego celebra porque el final de su trabajo está a la vista. Werner pregunta si puede volar a Alemania durante un fin de semana con su esposa y luego regresar para terminar el trabajo. En cambio, Mike le ofrece a Werner una llamada telefónica adicional con su esposa, que Werner acepta. Cuando Mike recibe su informe matutino del equipo de seguridad en servicio al día siguiente, nota píxeles muertos en algunas pantallas de monitor. Encuentra que Werner deshabilitó temporalmente las cámaras, lo que le permitió moverse por el almacén sin ser detectado. Luego cortó los candados de las puertas que conducían al techo y escapó bajando la escalera de mantenimiento del edificio.

## Producción
"Wiedersehen" incluye la historia del origen de la campana de Héctor Salamanca, un elemento de vital importancia para las tramas de Better Call Saul y Breaking Bad. Además, proporciona detalles de la historia de fondo sobre el personaje de Lalo, que fue nombrado por primera vez en Breaking Bad y apareció por primera vez en el episodio "Coushatta" de Better Call Saul.
En alemán, "Wiedersehen" se traduce literalmente como "ver de nuevo", y la expresión "auf Wiedersehen" se usa para indicar "adiós" o "despedida". En este episodio, el equipo de Werner ha pintado con spray la palabra "Wiedersehen" en la roca que necesitan hacer estallar para dejar espacio para el ascensor en el laboratorio subterráneo de metanfetamina, de hecho diciendo "adiós" al obstáculo que los ha retrasado. "Wiedersehen" también puede entenderse como una referencia a la fuga de Werner, ya que efectivamente se está despidiendo de su equipo, de Mike y del trabajo de supervisar la construcción del laboratorio de metanfetamina.

## Recepción
"Wiedersehen" recibió elogios de la crítica. En Rotten Tomatoes, obtuvo una calificación perfecta del 100% con una puntuación promedio de 9.5/10 basada en 14 reseñas. El consenso crítico del sitio es: "Un sentimiento de inevitabilidad impregna 'Wiedersehen', un penúltimo episodio sorprendentemente suave y melancólico bellamente realizado por la reunión creativa de Vince Gilligan y Gennifer Hutchison".

### Ratings
"Wiedersehen" fue visto por 1,35 millones de espectadores en su primera emisión, obteniendo un índice de audiencia de 0,5 entre los espectadores de entre 18 y 49 años, manteniéndose estable con los índices de audiencia de la semana anterior.